# Brand New Love Affair
Albums de Amanda Lear
Brief Encounters I Don't Like Disco
Singles
1. Brand New Love Affair[1]
Sortie : 23 novembre 2009
2. I Am What I Am[2]
Sortie : 5 mai 2010
3. I'm Coming Up ![3]
Sortie : 28 juin 2010

Brand New Love Affair est le seizième album studio d'Amanda Lear sorti le 23 novembre 2009.

## Titres
1. Brand New Love Affair  (in the mix) - 4 min 04 s
2. I'm coming up - 3 min 30 s
3. I am what I am de La Cage aux folles - 2 min 34 s
4. C'est la vie - 3 min 53 s
5. Kiss me, honey, kiss me (Miguelito Loveless Remix) - 10 min 18 s
6. C'est la vie (part 2) - 3 min 41 s
7. Brand New Love Affair (Symphony) - 5 min 51 s
8. T-1 Love suite - 11 min 25 s

Durée totale : 45 min 13 s

## Production

### Album CD
- CD digipack référence EDINA 3700409805608

### Singles extraits de l'album
- Maxi CD : I'm Coming Up - 7 remixes - référence Edina Music / Just Good Music For Your Ears ED-20100601- date de sortie : 28 juin 2010.